# Challenger de Corrientes 2022
El torneo Corrientes Challenger 2022, denominado por razones de patrocinio Dove Men+Care Corrientes fue un torneo de tenis perteneció al ATP Challenger Tour 2022 en la categoría Challenger 50. Se trató de la 2ª edición; el torneo tuvo lugar en la ciudad de Corrientes (Argentina), desde el 13 de junio hasta el 19 de junio de 2022 sobre pista de tierra batida al aire libre.

## Jugadores participantes del cuadro de individuales
| Favorito | País                               | Jugador             | Rank1 | Posición en el torneo |
| -------- | ---------------------------------- | ------------------- | ----- | --------------------- |
| 1        | Bandera de Argentina               | Juan Pablo Ficovich | 185   | Semifinales           |
| 2        | Bandera de Argentina               | Francisco Comesaña  | 290   | CAMPEÓN               |
| 3        | Bandera de Colombia                | Nicolás Mejía       | 292   | Primera ronda         |
| 4        | Bandera de Argentina               | Gonzalo Villanueva  | 302   | Primera ronda         |
| 5        | Bandera de la República Dominicana | Nick Hardt          | 339   | Cuartos de final      |
| 6        | Bandera de Túnez                   | Malek Jaziri        | 341   | Primera ronda         |
| 7        | Bandera de Francia                 | Facundo Juárez      | 358   | Segunda ronda         |
| 8        | Bandera de Perú                    | Nicolás Álvarez     | 369   | Primera ronda         |

- 1 Se ha tomado en cuenta el ranking del 6 de junio de 2022.

### Otros participantes
Los siguientes jugadores recibieron una invitación (wild card), por lo tanto ingresan directamente al cuadro principal (WC):
- Alex Barrena
- Lautaro Midón
- Luciano Tacchi

Los siguientes jugadores ingresan al cuadro principal tras disputar el cuadro clasificatorio (Q):
- Leonardo Aboian
- Guido Andreozzi
- Tomás Farjat
- Francisco Tomás Geschwind
- Mateo Nicolás Martínez
- Naoki Nakagawa

## Campeones

### Individual Masculino
- Francisco Comesaña derrotó en la final a  Mariano Navone, 6–0, 6–3

### Dobles Masculino
- Guido Andreozzi /  Guillermo Durán derrotaron en la final a  Nicolás Álvarez /  Murkel Dellien, 7–5, 6–2